# Mad Cobra
Mad Cobra, född Ewart Everton Brown 31 mars 1968 i Kingston, Jamaica, är en jamaicansk dancehallartist. Han har internationellt sett blivit mest känd för att tillsammans med den svenska musikgruppen Teddybears STHLM gjort låten Cobrastyle.

## Diskografi (i urval)

### Studioalbum
- 1991: Ex-clusive (Charm)
- 1991: Bad Boy Talk (Penthouse Records)
- 1992: Spotlight (Top Rank)
- 1992: Bad Boy Talk (Penthouse)
- 1992: Merciless Bad Boy (Sinbad)
- 1992: Hard to Wet, Easy to Dry (Columbia Records)
- 1993: Goldmine (RAS Records)
- 1994: Mister Pleasure (VP Records)
- 1994: Venom (Greensleeves Records)
- 1994: Step Aside (VP Records)
- 1994: Your Wish (Culture Press)
- 1996: Exclusive Decision (VP Records)
- 1996: Sexperience (Critique Records)
- 1996: Playaz in Paradise (New Quest)
- 1996: Milkman (Capitol Records)
- 1999: OK Ride On (EMI)
- 2001: Cobra (Artists Only Records)
- 2003: Exclusive (Charm)
- 2004: Words of Warning (Heartbeat Records)
- 2006: Snypa Way
- 2009: Helta Skelta

### Singlar och EPer
- 1992: Flex
- 1993: Twinkling Stars
- 1993: Dead End Street
- 1993: Legacy (vinyl single)
- 1996: Big Long John
- 1998: Pet & Pamper